# Élections générales néo-brunswickoises de 1920

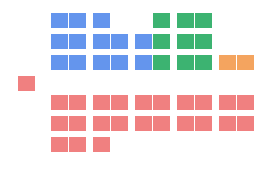
Repartition des partis à l'issue de la 35e élection générale de l'Assemblée législative du Nouveau-Brunswick.
Libéraux
Conservateurs
Fermiers Unis
Farmers-Labours

L'élection générale néo-brunswickoise de 1920, aussi appelée la 35e élection générale, eut lieu le 9 octobre 1920 afin d'élire les membres de la 35e législature de l'Assemblée législative du Nouveau-Brunswick, au Canada.
Même si les partis politiques n'étaient pas encore reconnus par la loi, les 24 députés formant le gouvernement se déclarèrent libéraux tandis que les 13 députés formant l'Opposition officielle se déclarèrent conservateurs, que 9 se déclarèrent Fermiers Unis et finalement les deux autres se dirent Farmers-Labour.
Le résultat de l'élection fut le premier gouvernement minoritaire de l'histoire de la province depuis l'instauration du gouvernement responsable en 1850.